# Rhopalomyia lobata
Rhopalomyia lobata är en tvåvingeart som beskrevs av Ephraim Porter Felt 1908. Rhopalomyia lobata ingår i släktet Rhopalomyia och familjen gallmyggor.
Artens utbredningsområde är New York. Inga underarter finns listade i Catalogue of Life.